# Tutzing (stacja kolejowa)
Tutzing (niem. Bahnhof Tutzing) – stacja kolejowa w Tutzing, w kraju związkowym Bawaria, w Niemczech. Znajduje się na linii München – Garmisch-Partenkirchen. Według DB Station&Service ma kategorię 4. Stacja jest obsługiwana codziennie przez około 150 pociągów Deutsche Bahn, z których 50 to pociągi S-Bahn w Monachium.

## Położenie
Stacja znajduje się na zachód od centrum miasta Tutzing. Budynek dworcowy jest położony na wschód od torów kolejowych na Bahnhofstrasse, która łączy stację z centrum miasta, i ma adres Bahnhofstrasse 26. Na zachód od linii kolejowej znajduje się Beringerweg. W północnej części dworca przebiega Heinrich-Vogl-Straße pod torami poprzez tunel.

## Linie kolejowe
- München – Garmisch-Partenkirchen
- Tutzing – Kochel

## Połączenia
| Linia/ Rodzaj pociągu | Trasa | Takt                                     |
| --------------------- | --- | ---------------------------------------- |
| ICE 25                | Werdenfelser Land: Hamburg-Altona – Hannover – Göttingen – Kassel-Wilhelmshöhe – Würzburg – Nürnberg – München – Murnau – Garmisch-Partenkirchen | jedna para w sobotę                      |
| ICE 25                | Zugspitze: Garmisch-Partenkirchen – Murnau – München – Nürnberg – Würzburg – Kassel-Wilhelmshöhe – Göttingen – Hannover – Bremen | jedna para w sobotę                      |
| ICe 25                | Zugspitze: Nürnberg – München – Murnau – Garmisch-Partenkirchen | jedna para w sobotę                      |
| ICe 25                | Karwendel: Hamburg-Altona – Berlin – Leipzig – Jena Paradies – Nürnberg – München – Murnau – Garmisch-Partenkirchen – Mittenwald (– Innsbruck) | poszczególne pociągi dwa razy w tygodniu |
| ICE 41                | Wetterstein: Garmisch-Partenkirchen – Tutzing – München – Nürnberg – Würzburg – Frankfurt (Main) – Köln – Düsseldorf – Essen – Dortmund | jedna para w sobotę                      |
| RB                    | München – Tutzing – Weilheim – Murnau – Garmisch-Partenkirchen – Mittenwald (– Seefeld in Tirol) | dwugodzinny                              |
| RB                    | München – Tutzing – Weilheim – Murnau – Garmisch-Partenkirchen – Mittenwald – Seefeld in Tirol – Innsbruck | czterogodzinny                           |
| RB                    | München – Tutzing – Weilheim – Murnau – Garmisch-Partenkirchen – Reutte in Tirol | czterogodzinny                           |
| RB                    | München – Tutzing – Weilheim (– Murnau – Garmisch-Partenkirchen) / – Penzberg – Bichl – Kochel | godzinny                                 |
| RB                    | Tutzing – Penzberg (– Bichl – Kochel) | poszczególne pociągi w godzinach szczytu |
| S6                    | Tutzing – Feldafing – Possenhofen – Starnberg – Starnberg Nord – Gauting – Stockdorf – Planegg – Gräfelfing – Lochham – Westkreuz – Pasing – Laim – Hirschgarten – Donnersbergerbrücke – Hackerbrücke – Hauptbahnhof – Karlsplatz (Stachus) – Marienplatz – Isartor – Rosenheimer Platz – Ostbahnhof (– Leuchtenbergring – Berg am Laim – Trudering – Gronsdorf – Haar – Vaterstetten – Baldham – Zorneding – Eglharting – Kirchseeon – Grafing Bahnhof – Grafing Stadt – Ebersberg) | 20 minut                                 |